# Tenco Shopping Centers
A Tenco Shopping Centers é uma empresa brasileira fundada em 1988 inicialmente como uma empresa de engenharia e em 1999, como criadora de projetos e administradora de shopping centers.

## História
A companhia foi fundada por Eduardo Gribel, engenheiro civil formado pela Universidade de Brasília (UnB) em 1977 com doutorado pelo Centre de Hautes Etudes du Beton Armé et Precontrain (Chebap) em Paris no ano de 1980.
Antes de ser empresário e fundador, como engenheiro trabalhou mais de 10 anos no exterior, sendo boa parte na Spie Batignolles, uma das maiores construtoras francesas, onde realizou obras em países como Irã, Jordânia, Argélia, Iraque, África do Sul, Mauritânia, Líbia e França.
Com a experiência adquirida nas obras no exterior, Eduardo fundou a empresa no segmento de engenharia, cujas notáveis obras foram o Edifício Empresarial Tenco, construído entre 1992 e 1994 e o Edifício Parc Julien Riant, entre 1989 e 1992, ambos em Belo Horizonte. Além destes edifícios, construiu grandes empreendimentos como a rede de restaurantes do McDonald's em Belo Horizonte, Recife, Rio de Janeiro e Brasília, a Tok&Stok, na capital mineira e a Outback no Rio, assim como construiu os edifícios Place des Vosges e Saint Raphael no mesmo lugar.
O único shopping construído, desenvolvido e administrado totalmente pela empresa foi o Ponteio Lar Shopping, o primeiro shopping de decoração inaugurado na capital mineira em 1995, além de desenvolver projetos com outras empresas administradoras como a Multiplan, a brMalls e AD Shopping, respectivamente os shoppings Pátio Savassi, Itaú Power Shopping e Pier 21 nas cidades de Belo Horizonte, Contagem e Brasília, inaugurados em 2004, 2003 e 2000. 
Em 2000, decidiu-se não mais construir e passou a ser totalmente voltada à criação e gerenciamento de projetos de shopping center. Atualmente, Eduardo é um dos membros do conselho diretor da Associação Brasileira de Shopping Centers (ABRASCE).
Durante o período que passou a desenvolver shoppings, fez parceria com empresas, como a CBL Properties, o Fundo de Investimentos Patria, junto com a Private Equity e a Real Estate, de tal forma que desenvolveu o Shopping Plaza Macaé em 2008, com a rede brMalls e antes, o Cariri Shopping Center, desenvolvido pela empresa como incorporadora e construtora em novembro de 1997 e mais tarde, reinaugurado e expandido pela Tenco em 27 de junho de 2012, que tornou-se o Cariri Garden Shopping, localizado em Juazeiro do Norte, no estado do Ceará.
Apesar de lançar-se juridicamente em 1999, a Tenco, como Tenco Realty, desenvolveu o Villagio Pampulha Shopping, como tantos outros empreendimentos, inaugurado em 2000 em Belo Horizonte, este que encerrou suas atividades em 2013 para dar lugar a outros empreendimentos.
A Tenco possuía dois shoppings inaugurados e posteriormente vendidos para o grupo Partage Shopping, como o Mossoró West Shopping e o Metropolitan Garden Shopping, respectivamente em 2007 e em 2013, e rebatizados pela nova administração em 2014 e 2016 como Partage Shopping Mossoró e Partage Shopping Betim.
Em 2013, a Tenco começou a desenvolver e administrar os shoppings sob o conceito Garden, baseando-se em ser ecologicamente correto, economicamente justo e socialmente viável em seus projetos. Assim, desde a inauguração, totaliza 26 shoppings e mais de 1 milhão e 200 mil metros quadrados de área construída.
Em 2017, o Grupo Tenco completou um ciclo que totalizou um R$ 1,1 bilhão em investimentos, na busca de novos mercados, em especial, cidades médias com pelo menos 200 mil habitantes, boa renda média e o interesse em duas das três grandes âncoras brasileiras, como a Renner, Riachuelo e C&A. Avançou sua marca na Grande São Paulo com a inauguração do Itaquá Garden Shopping, projetado em 2013, localizado em Itaquaquecetuba, em 25 de abril de 2017..

## Shoppings

### Região Norte
- Amapá Garden Shopping - Macapá/AP
- Roraima Garden Shopping - Boa Vista/RR

### Região Nordeste
- Juá Garden Shopping - Juazeiro/BA